# Wacko (rappeur)
Wacko est un rappeur français qui s'est fait connaître grâce à la mixtape Congé Récession (2011), à l'album Les Notes De Frais (2013), au EPs Toutes Sauf Toi (2016) et sa performance La Triche Paie (2019) dénonçant l'achat de vues sur YouTube. 
Il a collaboré avec Alpha Wann, DJ Weedim, Guizmo, Joe Lucazz, Lil Debbie, Metek, Myth Syzer, Nekfeu, Zak Downtown et Joakim Noah, qui apparait dans son clip Congé récession,. Il est membre du groupe L'ÉTAT2ND en duo avec B.e.Labeu.

## Biographie
Wacko est né à Boca Raton (Floride), d’une mère suédoise et d’un père français. Arrivé en France pendant l'enfance, il grandit à Paris dans le 17e arrondissement avant de partir à Londres, au Royaume-Uni, pour ses études à la London School Of Economics.
Employé à la City, Wacko est mis sur la touche par son entreprise pendant la crise économique de 2009. Profitant des circonstances, il sort un premier clip J’habite en Angleterre sous le nom de MC Wack et réalise ensuite en 2010 une mixtape de 16 titres Congé récession qui est rééditée l'année suivante en EP.
Revenu à Paris, il réalise en 2013 un album intitulé Les Notes de frais et se fait remarquer avec le morceau Ma Meuf Est Un Shlag. En 2015, le morceau Yvan Colonna sur lequel il apparaît avec B.e.Labeu fait polémique et donne naissance à la formation du groupe L'ETAT2ND. En 2016, Wacko sort un EP Toutes Sauf Toi accompagné du clip Tinder Surprise avec la rappeuse d’Oakland Lil Debbie.  
En 2019, il fait un buzz en lançant une cagnotte Leetchi pour acheter 1 millions de vues à son clip La Triche Paie, dont il finira par reverser les fonds à une association des Grands Voisins.  
En 2020, il prépare un EP avec son groupe L'ETAT2ND. 

## Discographie

### Mixtapes
- 2010 : Congé Récession

### EPs
- 2011 : Congé Récession
- 2016 : Toutes Sauf Toi
- 2017 : Premières Rides
- 2020 : L'ÉTAT2ND (avec B.e.Labeu)

### Album
- 2013 : Les Notes de frais

### Singles
- 2013 : Pianobar (feat. Guizmo)
- 2018 : Fuck La Mode (feat. Junior Bandit)
- 2018 : Money Time (feat. Joe Lucazz & Pink Tee)
- 2019 : La Triche Paie